# 一心會 (日本)
三代目一心會本部位在大阪府大阪市中央區宗右衛門町5-33的設置（二代目時位於大阪市中央區高津2-3-16），日本的指定暴力團・六代目山口組的2次團體。2008年11月，三代目一心會本部有直系組員30名、會系列總員數220人。

## 略年表
- 1976年「明友會事件」遭逮捕入獄服刑13年的原富士會（早期的「一心會」改稱）最高幹部・桂木正夫在出獄後重整「一心會」，同時升格為三代目山口組（組長・田岡一雄）直参。
- 1979年2月 旗下的西条組與名古屋的稻葉地一家鬼木組（組長・鬼木賢緒）發生衝突。
- 1984年6月 四代目山口組組長竹中正久上位，桂木同時就任若頭補佐。
- 1989年5月 五代目山口組組長渡辺芳則上位，桂木同時就任舍弟。
- 1989年10月5日 桂木就任山口組舍弟頭補佐。
- 1992年4月 一心會若頭・國本 榮（心榮會會長）昇格山口組直参。
- 1995年11月5日 桂木因病退休、同時辭去山輝株式會社的職務。由舍弟・川﨑昌彦（川﨑組組長）繼承第2代會長、並昇格山口組直参。
- 2008年10月 二代目一心會會長・川崎昌彥因連署聲援遭處分的後藤忠正，在21日受到山口組的「除籍」處分後宣佈引退。
- 2008年11月5日 原一心會若頭・能塚 惠，三代目一心會會長襲名就任、山口組直系組長升格的人事發表。
- 2008年11月11日能塚 惠帶領的三代目一心會在大原組本部事務所舉行「盃直」的襲名（家業傳承）儀式。儀式列席名單中，橋本弘文・極心連合會會長擔任儀式的「取持人」、玉地健治舍弟擔任儀式的「檢分役」、此外以大原宏延・大原組組長為主的山口組「大阪南ブロック」所有的直系組長連名為儀式的「見屆人」。
- 2011年9月26日的組織改革人事發表、能塚惠升任組長付一職。
- 2021年6月 出獄後，退任「幹部」，降階為筆頭若中。

## 歷任會長
- 富士會會長 - 田中祿春（本名韓祿春。）（三代目山口組舍弟。後為在日本大韓民國民團中央本部常任顧問）
- 初代：桂木正夫（五代目山口组若头补佐）
- 二代目：川崎昌彥（六代目山口組若中）
- 三代目：能塚 惠（六代目山口組若中兼組長付）[1]

## 最高幹部
- 會長・能塚 惠（六代目山口組若中兼組長付，原一心會若頭、能塚組組長）
- 若頭・小田 貢（二代目藤正會會長）
- 舍弟頭・遠山二郎（遠山總業組長）
- 舍弟頭補佐・矢部裕也（二代目榎本總業組長）
- 舍弟頭補佐・溝落秀雄（三代目斉田組組長）
- 舍弟頭補佐・徳井光伸（惠光會會長）
- 本部長・寺田孝治（二代目遠藤組組長）
- 若頭補佐・三瓶英二（士道會會長、兼關東統括責任者；茨城 水戶市）
- 若頭補佐・神瀬敬志（二代目真道會會長）
- 若頭補佐・吉野健吾（二代目茂木組組長）
- 相談役（舍弟）・真尾耕市
- 幹部・岡村三郎（恵尽会会長）
- 幹部・玉井金治（玉金組組長）
- 幹部・鈴木龍治（三代目西條興業組長）
- 幹部・細田昭夫（細田興業組長）
- 幹部・梅野進也（二代目憲友會會長）

## 下部團體
山田組（大阪）、馬場組（大阪）、二代目川崎組（大阪）、二代目川崎組大山興業（大阪）、二代目川崎組一昌興業（大阪）、岡野組（大阪）、安東會（大阪）、森田總業（大阪）、金澤組（大阪）、憲友會（大阪）、憲友會梅進會（大阪）、斉田組（大阪）、松岡組（大阪）、水戶昌新（茨城）、三瓶組（茨城）、三瓶組心映連合（茨城）、士道會（茨城）、茂木組（山形）、二代目西條興業（東京）、遠藤組（静岡）、榎本總業（和歌山）、二代目藤正會（香川）、生西組（香川） 